# Winning the Latonia Derby
Pour plus de détails, voir Fiche technique et Distribution.
Winning the Latonia Derby est un film muet américain réalisé par Otis Turner et sorti en 1912.

## Fiche technique
- Réalisation : Otis Turner
- Production : Carl Laemmle
- Date de sortie :  États-Unis : 18 juillet 1912

## Distribution
- King Baggot : Howard Clews
- William Robert Daly : Luther Clews
- Violet Horner : Marion Herndon
- Jane Fearnley : Eleanor Willard
- William E. Shay : Jack Prentice
- George A. Burt : Doc Martin